# Andrew Moravcsik
Compléments
Anne-Marie Slaughter (épouse)
Andrew Moravcsik, né en 1957, est un politologue américain, spécialiste des relations internationales et directeur du programme Union européenne de l'université de Princeton. Il est connu pour ses recherches sur l'intégration européenne, les organisations internationales et les droits de l'homme, la méthode qualitative et historique, les politiques étrangères américaines et européennes, pour avoir développé la théorie de l'intergouvernementalisme libéral et pour son travail sur les théories libérales des relations internationales. Il est également actif dans l'enseignement et le développement des méthodes qualitatives, notamment le développement des « citations actives » : un standard visant à rendre les recherches sociales qualitatives transparentes.
Moravcsik est également un ancien législateur qui est actuellement un membre supérieur non-résident de la Brookings Institution, et éditeur-relecteur pour l'Europe du magazine Foreign Affairs. Il a précédemment été un éditeur contribuant au magazine Newsweek et a également occupé d'autre position de journaliste. Il écrit également des articles populaires ou académiques sur la musique classique et l'opéra.

## Biographie

### Formation
Moravcsik est titulaire d'un bachelor en histoire de l’université Stanford en 1980 et, après avoir travaillé aux États-Unis et en Asie, il passa un an et demi comme boursier Fulbright aux universités de Bielefeld, de Hambourg et de Marbourg en Allemagne de l'Ouest. En 1982, il intégra l'école d'études internationales avancées de l'université Johns-Hopkins à Washington, où il obtient un master en lettres en relations internationales en 1984. En 1992, il obtint un doctorat de science politique de l'université Harvard.

### Carrière politique

#### Fonctions politiques
Avant de commencer sa carrière académique, Moravcsik occupa des positions politiques dans des gouvernements sur trois continents. Il fut négociateur international pour le commerce au département américain du Commerce, assistant spécial auprès du vice-Premier ministre de Corée du Sud Lee Hahn-Been, et assistant pour la presse auprès de la Commission des Communautés européennes ainsi qu'éditeur d'un journal sur les affaires étrangères à Washington. Par la suite, il est devenu membre et a occupé des positions au Conseil des Affaires étrangères, à la Brookings Institution, à la Fondation Carnegie, la Commission des Communautés européennes, l'université de Princeton et d'autres organisations.

#### Publications politiques
Depuis 2002, il a écrit une centaine de commentaires publics. Ceux-ci incluent des douzaines d'articles et de commentaires, dont dans Newsweek, Foreign Affairs et Prospect,. Il a aussi écrit pour le Financial Times, le New York Times, et d'autres publications. Il a donné des lectures sur l'Union européenne au Pentagone, fut un invité dans l'émission Talk of the Nation de la radio NPR, et a été cité dans de nombreuses sources d'informations, dont
Deutsche Welle,,
l’International Herald Tribune,,, et USA Today. Il est également un éditeur et relecteur pour le magazine Foreign Affairs. Il s'engage régulièrement dans des analyses politiques et des conseils, se concentrant actuellement dans le partage du fardeau entre l'UE et les États-Unis, le déficit démocratique en Europe, les relations transatlantiques, le futur de l'Union européenne et le régionalisme asiatique. Durant l'année académique 2007-2008, il fut membre de l'Institut des études internationales de Shanghai.

### Carrière académique

#### Fonctions académiques
En 1992, Moravcsik commença à enseigner au département sur le gouvernement de l'université Harvard. Durant ses 12 ans dans ce département, Moravcsik devint un professeur reconnu et fonda le programme Union européenne d'Harvard. Il quitta l'école en 2004 pour prendre un poste à l'université de Princeton où il fonda un nouveau programme Union européenne. Il a aussi été affilié à l'université de Chicago, de Columbia, de New York et à des instituts de recherche allemands, britanniques, chinois et français.
En 2011, Moravcsik reçu le prix d'enseignement Stanley Kelley de l'université de Princeton. Il enseigne aux étudiants de licence un cours d'introduction aux relations internationales et donne des séminaires de master et doctoraux. En plus d'être le directeur et fondateur du programme Union  européenne, il est le président fondateur du colloque sur les relations internationales et participe aux comités exécutifs de plusieurs centres et programmes à Princeton.
Les recherches de Moravcisk ont été soutenues par la Fondation nationale des sciences, la Fondation Ford, l'université de Columbia, l'université Harvard, le German Marshall Fund, l'Institut international des études stratégiques (Londres), le Centre d'études sur les relations internationales (Paris) et d'autres organisations. Durant ses années académiques, il était un membre visiteur de l'Institut d'étude avancée de Princeton.

#### Publications académiques
Moravcsik a publié un livre, titré The Choice for Europe: Social Purpose and State Power from Messina to Maastricht, en trois volumes, et environ 125 chapitres d'ouvrages académiques, articles de journaux et revues. Le livre, qualifié par l’American Historical Review de « plus importante recherche dans le domaine » des études européennes modernes, essaye d'expliquer pourquoi les Etats membres de l'Union européenne ont accepté de céder leur souveraineté à une entité supranationale.
Parmi les publications les plus reprises de Moravcsik se trouve également :
- (en) Andrew Moravcsik, « Preferences and power in the European Community: A liberal intergovernmentalist approach », Journal of Common Market Studies, vol. 31, no 4,‎ 1993, p. 473–524 (DOI 10.1111/j.1468-5965.1993.tb00477.x)
- (en) Andrew Moravcsik, « Taking Preferences Seriously: A Liberal Theory of International Politics », International Organization, vol. 51, no 4,‎ 1997, p. 513–53 (ISSN 0020-8183, DOI 10.1162/002081897550447, JSTOR 2703498)
- (en) « Negotiating the Single European Act: National Interests and Conventional Statecraft in the European Community », International Organization, vol. 45, no 1,‎ 1991, p. 19–56 (ISSN 0020-8183, DOI 10.1017/S0020818300001387, JSTOR 2706695)
- (en) Andrew Moravcsik, « In Defense of the Democratic Deficit: Reassessing Legitimacy in the European Union », Journal of Common Market Studies, vol. 40, no 4,‎ 2002, p. 603–24 (DOI 10.1111/1468-5965.00390, lire en ligne, consulté le 28 juin 2009)
- (en) Abbott Kenneth, Robert Keohane, Andrew Moravcsik et Anne-Marie Slaughter, « The Concept of Legalization », International Organization, vol. 54, no 3,‎ 2000, p. 401–419
- (en) Andrew Moravcsik, « The origins of human rights regimes: Democratic delegation in postwar Europe », International Organization, vol. 54, no 2,‎ 2003, p. 217–52 (DOI 10.1162/002081800551163, JSTOR 2601297)
- (en) Andrew Moravcsik et Jeff Legro, « Is Anybody Still a Realist? », International Security, vol. 24, no 2,‎ 1999, p. 5–55
- (en) Andrew Moravcsik, « Why the European Union Strengthens the State: Domestic Politics and International Cooperation », Working Paper of the Minda de Gunzberg Center for European Studies, Harvard,‎ 1999
- (en) Andrew Moravcsik, « Introduction: Integrating International and Domestic Theories of International Bargaining », dans Peter Evans, Harold Jacobson and Robert Putnam, Double-Edged Diplomacy: International Bargaining and Domestic Politics, Berkeley, Presse universitaire de l'université de Californie, 1993, p. 3–42
- (en) Andrew Moravcsik, « A New Statecraft? Supranational Entrepreneurs and International Cooperation », International Organization, vol. 53, no 2,‎ 1999, p. 267–306
- (en) Andrew Moravcsik, « Liberal Intergovernmentalism and Integration: A Rejoinder », Journal of Common Market Studies, vol. 33, no 4,‎ 2008, p. 611–628
- (en) Andrew Moravcsik et Kalypso Nicolaidis, « Explaining the Treaty of Amsterdam: Interests, Influence, Institutions », Journal of Common Market Studies, vol. 37, no 1,‎ 1999, p. 57–85
- (en) Robert Keohane, Andrew Moravcsik et Anne-Marie Slaughter, « Legalized Dispute Resolution: Interstate and Transnational », International Organization, vol. 54, no 3,‎ 2000, p. 457–488 (lire en ligne)
- (en) Andrew Moravcsik et Milada Vachudova, « National Interests, State Power and European Enlargement », East European Politics and Society,‎ 2003
- (en) Andrew Moravcsik, « Is there a 'Democratic Deficit' in World Politics? A Framework for Analysis », Government and Opposition, vol. 39, no 2,‎ 2004, p. 336–363

La théorie de l'intergouvernementalisme libéral de l'intégration européenne de Moravcsik est considérée comme l'une des possibilités ayant permis l'émergence et l'évolution de l'Union européenne. Elle met en avant les intérêts nationaux fonctionnels liés à une problématique des États membres et analyse les marchandages entre Etats qu'ils concluent entre eux et les motivations rationnelles visant à établir les institutions permettant de rendre crédible la mise en œuvre et l'élaboration de ces marchandages.
En ce qui concerne les théories des relations internationales, Moravcsik est un libéral dans le sens où il cherche à expliquer le comportement de l’État en référence aux variations dans les objectifs sous-jacents (« préférences », ou « intérêts nationaux fondamentaux ») que les États dérivent de leur ancrage dans la société civile domestique et transnationale,. La théorie libérale, par opposition aux théories réaliste, institutionnaliste et « constructiviste », privilégie et théorise directement l'interdépendance sociale et la mondialisation comme étant les forces dominantes de la politique mondiale, passé et présent. La théorie libérale est, selon Moravcsik, pas empiriquement suffisante pour expliquer toutes les relations internationales, mais elle est plus fondamentale dans son analyse que les autres théories des relations internationales.
Moravcsik défend une plus grande transparence et réplicabilité des recherches textuelles, qualitatives et historiques dans le milieu des relations internationales, des sciences politiques et des sciences sociales en général. À cette fin, il a proposé l'usage de la « citation active », utilisant des notes de bas de page précises contenant un lien hypertexte pour sourcer les informations dans un appendice ou un dépôt de données qualitatives permanent. Il travaille actuellement avec d'autres académiciens pour réaliser sa proposition. Toutefois, Moravcsik a été lui-même critiqué pour son usage imprécis et erroné de certaines sources historiques dans The Choice for Europe.

### Carrière en musicologie
Moravcsik a commencé à publier des critiques musicales quand il était encore étudiant à l'université Stanford. Par la suite, il écrit plus de 30 critiques et articles sur l'opéra dans le Financial Times, le New York Times, l’Opera, Opera News, Newsweek, Opera Today et ailleurs. Il mène également des recherches académiques sur les spectacles d'opéra et l'histoire qui ont été publiés dans l’Opera Quarterly, le Wagner Quarterly, l’Opera et ailleurs. Il a écrit sur la mise en scène des opéras de Wagner et dirige actuellement un projet de recherche académique à l'université de Princeton cherchant à mesurer et expliquer le possible déclin récent du spinto et du chant opéra dramatique, notamment dans les rôles de Verdi et Wagner.

## Vie privée
Moravcsik est marié à Anne-Marie Slaughter – également politologue, avocate internationale, administratrice d'université, législatrice et directrice de think-tank – avec laquelle il a deux fils.

## Sources
- (en) Cet article est partiellement ou en totalité issu de l’article de Wikipédia en anglais intitulé « Andrew Moravcsik » (voir la liste des auteurs).